# Congettura di Elliott-Halberstam
Nella teoria dei numeri, la congettura di Elliott–Halberstam è una congettura che afferma che, in media, i numeri primi si distribuiscono nelle progressioni aritmetiche nel modo più regolare possibile. Prende il nome dai matematici Peter D. T. A. Elliott e Heini Halberstam ed ha molte applicazioni nella teoria dei crivelli.

## L'enunciato
Per prima cosa denotiamo con {\displaystyle \pi (x)} la funzione enumerativa dei primi, ossia la funzione che conta il numero di primi minori di x. Per ogni intero q i numeri primi minori di x si distribuiscono nelle varie classi di resto modulo q. Per ogni intero a modulo q, denotiamo con {\displaystyle \pi (x;q,a)} il numero di primi minori di x che stanno nelle classi di numeri congrui ad a modulo q.
Il teorema di Dirichlet sulle progressioni aritmetiche ci assicura che i primi sono approssimativamente equidistribuiti nelle varie classi a modulo q con a e q sono coprimi, ossia:
{\displaystyle \pi (x;q,a)\approx {\frac {\pi (x)}{\varphi (q)}}}
dove {\displaystyle \varphi } è la funzione φ di Eulero (che coincide con il numero di classi a modulo q con a e q coprimi). Se definiamo la funzione d'errore
{\displaystyle E(x;q)=\max _{(a,q)=1}\left|\pi (x;q,a)-{\frac {\pi (x)}{\varphi (q)}}\right|,}
dove il massimo è preso tra tutti gli a coprimi rispetto a q, allora la congettura di Elliott–Halberstam afferma che per ogni numero positivo θ < 1 (chiamato livello di distribuzione) e ogni A > 0 esiste una costante C > 0 tale che
{\displaystyle \sum _{1\leq q<x^{\theta }}E(x;q)\leq {\frac {Cx}{\log ^{A}x}}}
per ogni x > 2. In altre parole, la congettura afferma che la funzione d'errore {\displaystyle E(x;q)} è "piccola" in media al variare del modulo q tra gli interi minori di {\displaystyle x^{\theta }}.

## Progressi verso la dimostrazione della congettura ed applicazioni
Enrico Bombieri e A. I. Vinogradov hanno dimostrato che la congettura di Elliott-Halberstam è vera per ogni {\displaystyle \theta <{\frac {1}{2}}}. Questo risultato, noto come teorema di Bombieri–Vinogradov, implica che l'ipotesi di Riemann generalizzata (che è equivalente all'asserzione E(x;q)=O({\displaystyle x^{{\frac {1}{2}}+\varepsilon }}) per ogni intero positivo q e ogni ε>0) è vera in media al variare del modulo q tra gli interi minori di {\displaystyle x^{{\frac {1}{2}}-\varepsilon }} per ogni {\displaystyle \varepsilon >0} ed è stato spesso utilizzato per dimostrare teoremi che in passato erano ottenibili solo assumendo tale ipotesi. La congettura di Elliott-Halberstam fornisce invece una congettura più forte di quanto ottenibile assumendo l'ipotesi di Riemann generalizzata. Inoltre, è noto che la congettura è falsa per valori di θ maggiori o uguali a 1.
La congettura di Elliott-Halberstam, così come le sue versioni più deboli che assumono solo che sia valida per un qualche {\displaystyle \theta >{\frac {1}{2}}}, hanno molte conseguenze. Una delle più note è il risultato ottenuto da Dan Goldston, János Pintz, e Cem Yıldırım che mostra che, assumendo vera la congettura, esiste un numero infinito di coppie di primi la cui distanza è minore o uguale a D = 16 (nel 2013, James Maynard ha migliorato tale risultato dimostrato che si può prendere D = 12). Inoltre, gli stessi tre matematici hanno dimostrato che è sufficiente assumere la congettura di Elliott-Halberstam per un qualunque livello di distribuzione {\displaystyle \theta >{\frac {1}{2}}}, per ottenere l'esistenza di un qualche numero D con tale proprietà. Questo risultato è stato successivamente dimostrato incondizionatamente da Yitang Zhang, proprio mostrando che una versione leggermente modificata della congettura di Elliott-Halberstam è vera per un qualche {\displaystyle \theta >{\frac {1}{2}}}.